# Mariano Bellver y Collazos

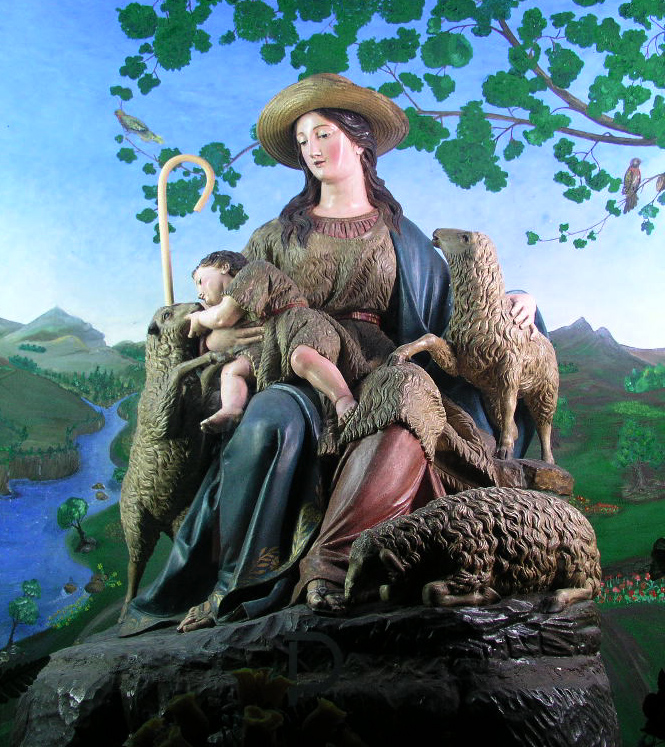
La Divina Pastora de las Almas, talla de Mariano Bellver que se encuentra en el Convento de los Padres Capuchinos (El Pardo) de Madrid

Mariano Bellver y Collazos (Madrid, 1817 - Madrid, 27 de abril de 1876) fue un imaginero español del siglo XIX perteneciente a una dinastía de escultores de origen valenciano. Llegó a ser escultor honorario de cámara de la reina Isabel II. Fue hijo de Francisco Bellver y Llop, sobrino de Pedro Bellver y Llop, hermano de José Bellver y Francisco Bellver, tío de Ricardo Bellver Ramón y padre de Mariano Bellver e Íñigo 
, todos ellos escultores.

## Biografía y obra
Fue discípulo de José Tomás en la Real Academia de Bellas Artes de San Fernando. Su obra es principalmente de carácter religioso y consiste en imágenes de la Virgen María, Jesucristo o representaciones de diferentes santos que se encuentran repartidas en iglesias de Madrid, Aranjuez y Sigüenza (Guadalajara).
Una de sus composiciones más afortunadas es el grupo escultórico en que se representa a la Santísima Trinidad que está situado en el retablo mayor de la capilla de San Pedro de la Catedral de Sigüenza. Fue realizado en 1861 por encargo del Cabildo y está confeccionado en madera policromada. En él se representa mediante una iconografía inspirada en los modelos del barroco español, a Dios Padre sentado, sosteniendo en su mano izquierda un cetro que se sitúa sobre un globo del mundo, a su lado también sentado su hijo Jesucristo que porta la cruz y entre ambos el Espíritu Santo con forma de paloma. El grupo está situado sobre una nube en la que dos ángeles contemplan la escena rodeados por querubines.
En la Iglesia de san Martín (Madrid), se puede contemplar en su retablo mayor, un magnífico relieve de 3.5 metros de altura, en el que se representa a San Martín a caballo, en el momento de cortar con la espada su capa para entregársela a un mendigo que la necesitaba. Se trata de una bella composición de Mariano Bellver en la cual San Martín está vestido con uniforme del ejército romano. El relieve estuvo flanqueado por las imágenes de San Benito y Santa Gertrudis también realizadas por nuestro escultor, pero actualmente estas obras se encuentran en paradero desconocido.
Otras obras de Mariano Bellver son:
- Nuestra Señora de la Divina Providencia, actualmente en la Basílica de Jesús de Medinaceli.
- La Divina Pastora de las Almas, en el Convento de los Padres Capuchinos (El Pardo).
- La Milagrosa de la Iglesia de San Ginés de Arlés (Madrid).
- Santa Isabel Reina de Hungría y San Gregorio III Papa, en el Palacio Real de Madrid.
- Virgen Milagrosa, en la Iglesia de Santa María del Azogue (Puebla de Sanabria).
- Santísima Trinidad, en la Catedral de Santa María (Sigüenza).
- San Vicente de Paúl, en el Convento de las Hijas de la Caridad de Madrid.
- Nuestra Señora del Buen Ruego pidiendo a Dios por las almas del Purgatorio, en la Iglesia de San Jerónimo el Real.
- San Miguel, en la iglesia de San Miguel de Rozas (Soba)-Cantabria.
- Virgen del Rosario, en Ermita del Rosario de Rozas (Soba)-Cantabria.
- Santago Apóstol, en la iglesia de Incedo (Soba)-Cantabria.
- San Lorenzo y San Francisco Javier, en la Iglesia de Santa Cecilia (Espinosa de los Monteros)-Burgos.

Mariano Bellver se encuentra sepultado en la Sacramental de San Lorenzo y San José de Madrid.